# Liste de fromages grecs
 (août 2021).
Si vous disposez d'ouvrages ou d'articles de référence ou si vous connaissez des sites web de qualité traitant du thème abordé ici, merci de compléter l'article en donnant les références utiles à sa vérifiabilité et en les liant à la section « Notes et références ».
La liste de fromages grecs énumère des fromages typiques originaires de Grèce, qu'ils bénéficient d'une appellation d'origine contrôlée (AOP) ou non. L'un des plus connus est la Féta.

## Liste
- Anevato, AOP
- Batzos, AOP Feta

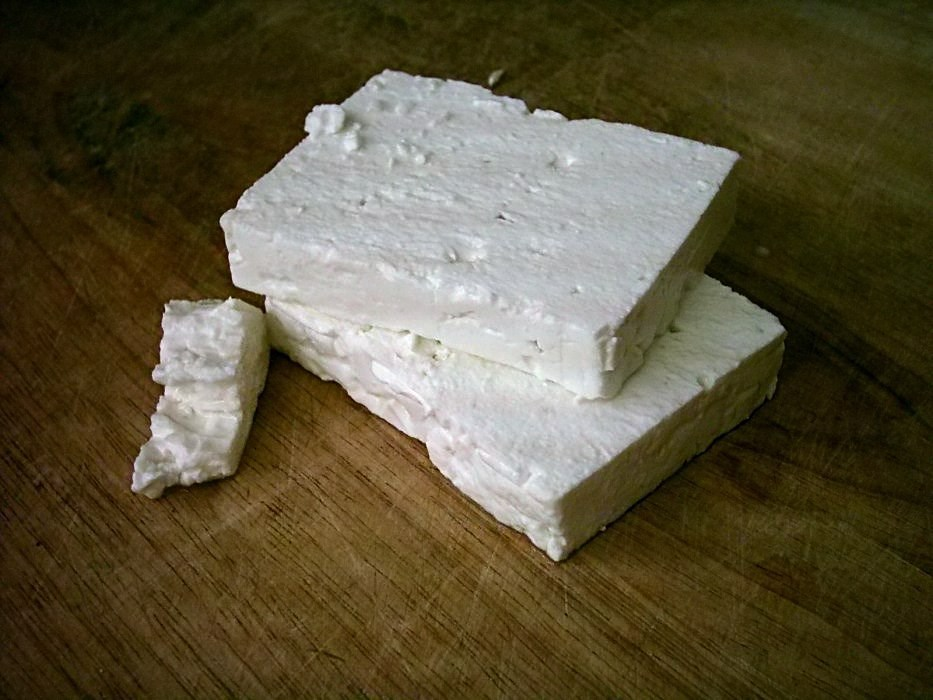
Feta

- Féta, AOP, fromage au lait de chèvre de brebis ou de vache, à la texture friable et à la saveur légèrement salée.
  - Féta au lait brebis
  - Féta au lait chèvre
  - Féta au lait vache
- Formaella Arachovas Parnassou, AOP
- Galotyri, AOP
- Graviera Agrafon, AOP
- Graviera Kritis, AOP
- Graviera Naxou, AOP
- Kalathaki Limnou, AOP
- Kasséri, fromage au lait de brebis ou combiné avec du lait de chèvre[1] : il a une saveur légèrement salée et appartient à la famille du provolone
- Katiki Domokou, AOP
- Kefalotýri, fromage de mélange (chèvre et brebis) avec une texture ferme et un goût salé. Vieux, il s'utilise râpé.
- Kefalograviéra, AOP
- Kopanistí, AOP
- Ladotyri Mytilinis, AOP
- Manouri, AOP
- Metsovóne, AOP
- Mizithra
- Pichtogalo Chanion, AOP
- San Michali, AOP
- Sfela, AOP
- Xynomyzithra Kritis, AOP